# Hồ Taupo
Hồ Taupo nằm ở Đảo Bắc của New Zealand. Với diện tích bề mặt là 616 km vuông, nó là hồ lớn nhất ở New Zealand, và là hồ nước ngọt có diện tích bề mặt lớn thứ hai ở châu Đại Dương sau hồ Murray ở Papua New Guinea. Hồ Taupo có chu vi xấp xỉ 193 km, độ sâu lớn nhất là 186 m. Hồ được sông Waikato (sông lớn nhất ở New Zealand) rút nước và có những chi lưu chính là sông Watahanui, sông Tongariro và sông Tauranga.

## Sự hình thành hồ và hoạt động núi lửa
Bài viết cụ thể: Núi lửa Taupo

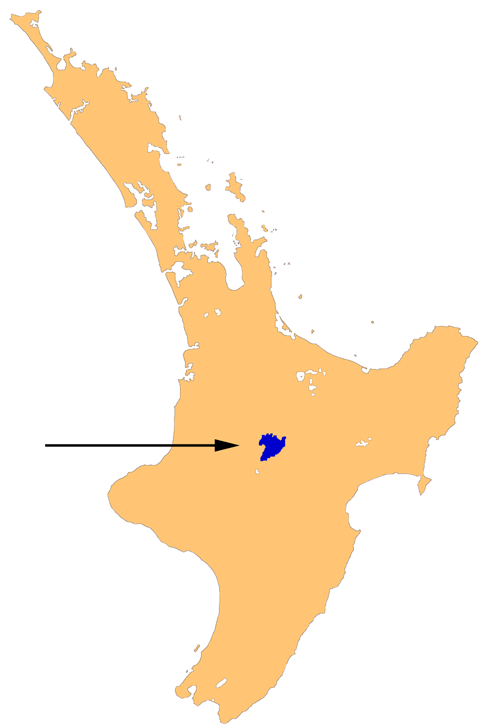
Địa điểm hồ Taupo

Hồ Taupo nằm trong 1 lòng chảo núi lửa được tạo thanh bởi một vụ phun trào xảy ra xấp xỉ 26.000 năm trước. Theo các dữ liệu địa lý, núi lửa này đã phun trào hơn 28 lần trong 27.000 năm qua. Nó phun trào hầu hết là dung nham rhyolit, mặc dù núi Tauhara được taọ thành từ dung nham dacit.
Sự kiện ban đầu 26.500 năm trước đây là vụ phun trào lớn nhất, được biết đến là Vụ phun trào Oruanui. Nó đã phun ra ước tính 1170 km khối vật chất, làm hàng trăm cây số vuông đất xung quanh sụp đổ và hình thành lòng chảo núi lửa. Lòng chảo sau đó chứa đầy nước, cuối cùng tràn bờ gây ra một trận lũ quét lớn.. Có khả năng sự kiện hồ Taupo đã bắt đầu đỉnh điểm kỉ Băng Hà.
Một vài vụ phun trào sau đó xảy ra trong các thiên niên kỷ trước khi vụ phun trào lớn gần đây nhất xảy ra vào năm 180. Được biết đến là Vụ phun trào Hatepe, được cho là đã đẩy ra ngoài 100 km khối vật chất, trong đó có 30 km khối đã bị bắn tung lên không chỉ trong một vài phút. Đây là một trong những vụ phun trào dữ dội nhất trong 5.000 năm qua (cùng với sự phun trào Thiên Trì của núi Trường Bạch vào khoảng năm 1000 và vụ phun trào năm 1815 của núi Tambora), với Cấp độ phun trào núi lửa là 7. Các cột phun trào cao gấp đôi cột phun trào của núi St Helens năm 1980, tro bụi của nó đã biến bầu trời ở Roma và Trung Quốc thành màu đỏ. Các vụ phun trào phá hủy phần lớn Đảo Bắc và tiếp tục mở rộng hồ. Khu vực này đã không có người ở vào thời điểm phun trào, vì Người Maori vẫn chưa định cư tại New Zealand cho tới khoảng năm 1280. Vụ phun trào cuối cùng xảy ra khoảng năm 210, với mái vòm dung nham phun ra tạo thành bãi đá ngầm Horomatangi, nhưng vụ phun trào đó nhỏ hơn nhiều so với vụ phun trào năm 180.
Vụ phun trào năm 180 là một trong vụ lớn nhất trong lịch sử. Bầu trời và hoàng hôn tạo ra từ vụ phun trào này đã được ghi nhận bởi các nhà quan sát Trung Quốc và La Mã. Bất kỳ tác động khí hậu có thể có của vụ phun trào có thể đã tập trung ở Nam bán cầu do vị trí ở phương nam của hồ Taupo. 
Các hoạt động thủy nhiệt ngầm gần miệng Horomatangi vẫn tiếp diễn, và các vùng địa nhiệt gần đó cùng các suối nước nóng gắn liền được tìm thấy ở phía bắc và phía nam của hồ, ví dụ tại Rotokawa và Turangi. Những suối nước nóng này là địa điểm sinh sống của một số vi sinh vật thị cực, có khả năng sinh tồn trong môi trường cực kỳ nóng.
Núi lửa hiện đang được coi là không hoạt động hơn là tắt.

## Vùng sinh vật

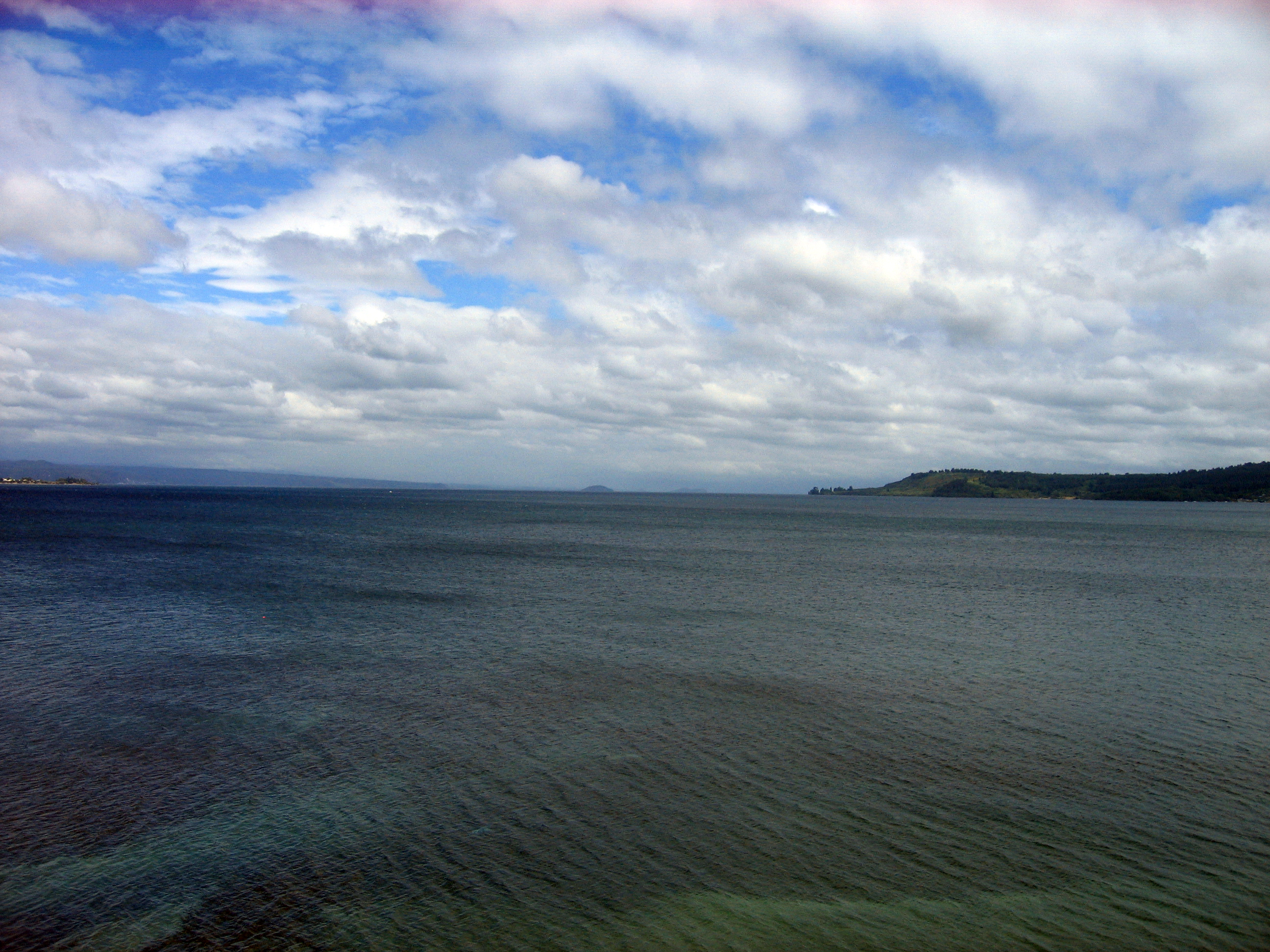
Hồ Taupo

Hầu hết lưu vực của hồ Taupo là rừng sồi và thông tre với các loài dương xỉ tầng dưới tán gồm Blechnum filiforme, Asplenium flaccidum, Doodia media, Hymenophyllum demissum, Microsorum pustulatum và Microsorum scandens, và một số cây bụi nổi bật là Olearia ranii và Alseuosmia quercifolia.
Hệ động vật bản địa trong hồ bao gồm koura đảo Bắc hay tôm sông đảo Bắc (Paranephrops planifrons) và kokopu hoặc cá trắng nhỏ (các loài Galaxias). Hồ được ghi nhận có nhiều đàn cá hồi nâu (Salmo trutta) và cá hồi cầu vồng (Oncorhynchus mykiss), được đưa đến từ châu Âu và California vào cuối thế kỷ 19. Hiện cũng có các loài cá ôtme phương nam (họ Retropinnidae) là thức ăn cho cá hồi.
Một cộng đồng thân lỗ và động vật không xương sống sống xung quanh các miệng phun địa nhiệt ngầm dưới nước.

## Du lịch

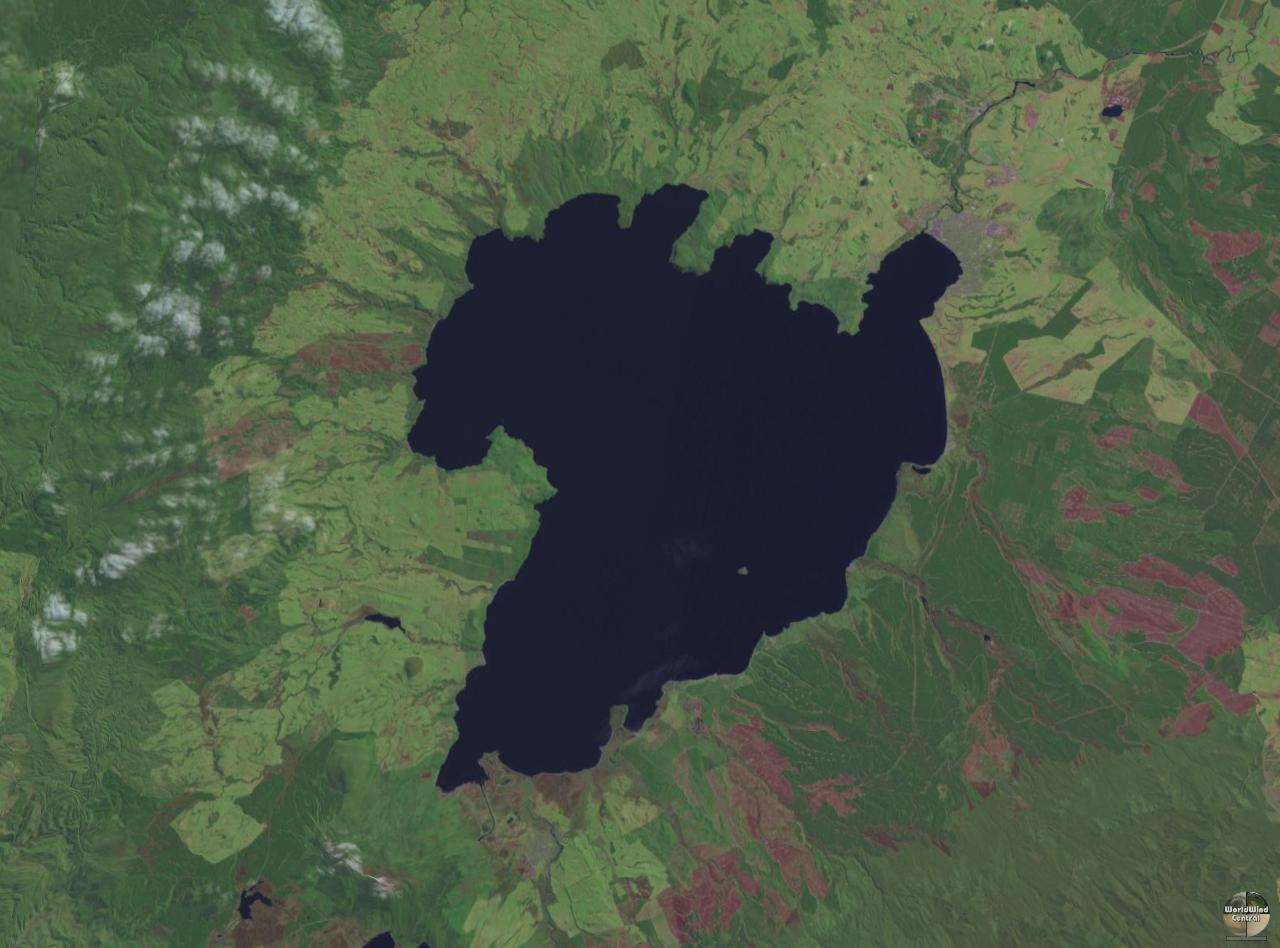
Ảnh vệ tinh hồ Taupo

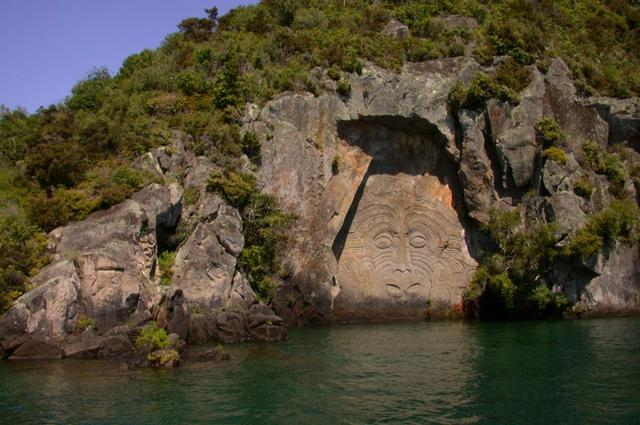
Bức chạm khắc đá tạo bởi Matahi Whakataka-Brightwell và John Randall ở vịnh Mine năm 1979. Được đặt tên Ngātoro-i-rangi theo tên vị đại pháp sư mang hoạt động núi lửa đến New Zealand trong truyền thuyết Maori, bức chạm cao 10 m này sẽ bảo vệ hồ Taupo khỏi hoạt động núi lửa.

Du lịch là thành phần chính của ngành thương mại Taupo, thành phố thu hút hơn 1,2 triệu du khách mỗi năm. Thời gian bận rộn nhất cho ngành công nghiệp này là mùa hè vào dịp Giáng sinh và năm mới.
Khu vực hồ có khí hậu ôn đới. Nhiệt độ tối đa khoảng từ 24 °C vào tháng Một đến 15 °C vào tháng Bảy, trong khi nhiệt độ ban đêm từ 16 °C vào mùa hè và xuống còn 5 °C vào mùa đông. Hầu hết mưa vào mùa hè.
Taupo tổ chức Taupo Cycle Challenge, một tour du lịch đi xe đạp quanh hồ có thể ở bất cứ nơi nào từ bốn đến mười giờ. Hàng trăm tình nguyện viên từ các thị trấn Taupo tham gia sự kiện này. Nhảy dù là một môn thể thao địa phương phổ biến và thu hút nhiều khách du lịch.

## Hình ảnh

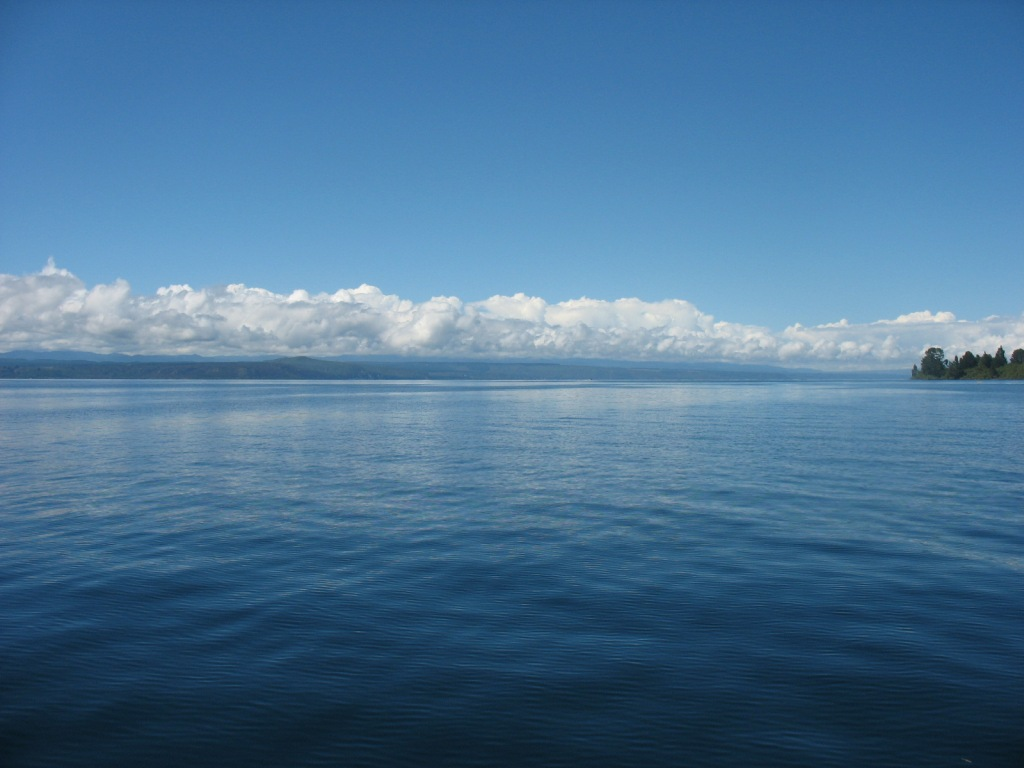
Hồ Taupo